# Quararibea dowdingii
Quararibea dowdingii là một loài thực vật có hoa trong họ Cẩm quỳ. Loài này được (Sprague) Vischer miêu tả khoa học đầu tiên năm 1919.